# Sharon Osbourne
Sharon Rachel Osbourne (născută Arden la 9 octombrie 1952)  este o britanică, amfitrioană de spectacole de televiziune, personalitate media, jurat de concursuri de talent prezentate de televiziune, autoare, manager muzical, femeie de afaceri, promotoare de formații muzicale și soția muzicianului heavy metal Ozzy Osbourne.
Deși a avut un rol substanțial în promovarea soțului său, ca manager muzical al acestuia (după darea sa afară din Black Sabbath în 1979), Sharon Osbourne a devenit cunoscută publicului larg cu ocazia spectacolului de televiziune The Osbournes, un spectacol de reality televizion, care urmărea viața de zi cu zi a familiei sale. Ulterior, Sharon Osbourne a devenit un jurat al unor spectacole de televiziune de promovare a talentelor, așa cum sunt versiunea originală a concursurilor-spectacole The X Factor, între 2004 și 2007; respectiv a show-ului similar America's Got Talent, între 2007 și 2012.

## Viață timpurie
Sharon Osbourne s-a născut Sharon Rachel Arden în Brixton, London, ca fiica unui promotor, manager și antreprenor de rock and roll, cunoscutul Don Arden.

## Premii, distincții și recunoaștere

### Căsătorie
Ozzy și Sharon s-au căsătorit în Maui, Hawaii, pe 4 iulie 1982.